# Валсека
Валсека (итал. Valsecca) је насеље у Италији у округу Бергамо, региону Ломбардија.
Према процени из 2011. у насељу је живело 290 становника. Насеље се налази на надморској висини од 649 м.

## Становништво
| 1931. | 1936. | 1951. | 1961. | 1971. | 1981. | 1991. | 2001. | 2011. |
| ----- | ----- | ----- | ----- | ----- | ----- | ----- | ----- | ----- |
| 864   | 664   | 709   | 617   | 569   | 483   | 450   | 413   | 421   |